# Themístocles Brandão Cavalcanti
Themístocles Brandão Cavalcanti (Río de Janeiro, 14 de octubre de 1899 — Río de Janeiro, 19 de marzo de 1980) fue un político, jurista y magistrado brasileño. Entre otros cargos, fue procurador general de la República y ministro del Supremo Tribunal Federal.

## Biografía
Themístocles Cavalcanti inició sus estudios de Secundaria en París y los terminó en el Colegio São Vicente de Paula, en Petrópolis. Graduado en Ciencias Jurídicas y Sociales por la antigua Universidad de Río de Janeiro, actual Universidad Federal de Río de Janeiro (UFRJ), de 1917 a 1922, fue catedrático de la Facultad Nacional de Ciencias Económicas de Río de Janeiro y ejerció cargos públicos en las décadas de 1930 y 1940. Resultó elegido diputado de la Asamblea Constituyente del antiguo Estado de la Guanabara en 1960.
Fue consultor general de la república en el gobierno de Getúlio Vargas, de 24 de mayo a 29 de octubre de 1945.
Fue director de la Revista de Derecho Público y Ciencia Jurídica y de la Revista de Ciencia Política, editadas por la Fundación Getúlio Vargas.

## Supremo Tribunal Federal
En 1967 fue nombrado ministro del Supremo Tribunal Federal por el entonces presidente Costa e Silva, asumiendo la vacante dejada por la jubilación de Hahnemann Guimarães. Ejerció el cargo por dos años, jubilándose el 14 de octubre de 1969, cuando cumplió los 70 años de edad. En su paso por el tribunal, fue relator del habeas corpus número 45.232, en el cual declaró inconstitucional el artículo que prohibía a profesionales liberales ejercer su profesión si sufrieran acusaciones de violar la ley de Seguridad Nacional.

## Constitución de 1967
Themístocles Brandão Cavalcanti formó parte de la comisión que redactó el texto de la Constitución brasileña de 1967, junto a otros juristas de confianza del régimen militar, como Levi Carneiro, Miguel Seabra Fagundes u Orosimbo Nonato, bajo la estrecha vigilancia del Gobierno de Castelo Branco. Con mayoría en el Congreso, el Gobierno no tuvo dificultades para aprobar la nueva Carta Magna, en enero de 1967. Con ella, los militares institucionalizaron el régimen militar, que había comenzado en 1964 con carácter transitorio. La nueva Constitución entró en vigor el día 15 de marzo de 1967, 50 días después de su publicación en el Boletín oficial.

## Obras
- À Margem do Anteprojeto Constitucional (1933)
- Do Mandado de Segurança (1934)
- Instituições de Direito Administrativo Brasileiro (1936)
- O Funcionário Público e o seu Estatuto (1940)
- Tratado de Direito Administrativo (6 volumes — 1942-1944)
- Princípios Gerais de Direito Administrativo (1945)
- O Funcionário Público e o seu Regime Jurídico (1959)
- O Direito Administrativo no Brasil (1947)
- A Constituição Federal Comentada (1948)
- Quatro Estudos: A Ciência Política — O Sistema Constitucional — O Poder Político — O Sistema Federal (1954)
- Curso de Direito Administrativo (1955-1967)
- Introdução à Ciência Política (1956)
- Las Constituciones de los Estados Unidos del Brasil (Madrid — 1958)
- Teoria do Estado (1959)
- Do Controle da Constitucionalidade (1965)
- Princípios Gerais de Direito Público (1967)
- Pareceres da Procuradoria-Geral da República (1953)
- Pareceres da Consultoria-Geral da República (1956)